# Close to Home
Close to Home é um seriado norte-americano de gênero drama exibido originalmente pela CBS, com Jennifer Finnigan interpretando a personagem principal. Annabeth Chase é uma nova promotora, agressiva com um registro perfeito de convicção que resolve os casos que ocorrem no seu próprio quintal.
A série estreou em 4 de outubro de 2005 pela CBS. Em Portugal, estreou na RTP2 no dia 23 de outubro de 2006  e mais tarde também foi exibido pela FOX Portugal. No Brasil, foi exibida no Tele Seriados do SBT e na Warner Channel.

## Personagens (elenco)
- Annabeth Chase — Jennifer Finnigan
- Maureen Scofield — Kimberly Elise
- Deputado DA Sheriff — Jon Liggett
- Steve Sharpe — John Carroll Lynch
- Jack Chase — Christian Kane
- Ed Williams — Cress Williams
- Ray Blackwell — Jon Seda
- James Conlon — David James Elliott
- Danny Robel — Conor Dubin
- Detetive Drummer — Barry Shabaka Henley

## Recepção
Em sua primeira temporada, Close to Home teve recepção mista por parte da crítica especializada. Com base de 20 avaliações profissionais, alcançou uma pontuação de 54% no Metacritic.